# Шёстедт, Брор Ингве
Брор Ингве Шёстедт (1866—1948) — шведский натуралист.

## Биография
Родился в городе Ю. В 1896 году он стал доктором наук в Уппсальском университете. С 1897 по 1902 работал энтомологом-ассистентом. Затем сделался профессором и куратором в Шведском музее естественной истории. Совершил несколько экспедиций в Западную и Восточную Африку, в том числе на Килиманджаро.
Стал редактором работы Wissenschaftliche Ergebnisse der Schwedischen Zoologischen Expedition nach dem Kilimandjaro, dem Meru und umgebenden Massaisteppen Deutsch-Osatafrikas 1905—1906. 2 Band, Abt. 8. Stockholm: K. Schwed. Akad.(1907—1910).